# Stazione di Oviedo
La stazione di Oviedo chiamata anche stazione del nord, è la principale stazione della città spagnola di Oviedo. Inaugurata nel 1874 è gestita da ADIF; la stazione offre servizi di media e lunga distanza, servizi regionali e di Cercanías delle Asturie gestiti su linee sia a scartamento largo che a scartamento ridotto. Quest'ultimo viene utilizzato anche per treni turistici, gestiti a lungo dalla divisione "Ferrocarriles de Vía Estrecha" (FEVE), confluita nel 2013 in Renfe Operadora che è rimasto unico gestore di tutti i servizi.
La stazione è contigua alla nuova stazione degli autobus di Oviedo costruita nel 2003.